# Det frisindede Landsparti
Det Frisindede Landsparti (også kaldet "de frisindede" eller "Landspartiet") var et politisk parti i Danmark i 1922-1924.

## Historie
I 1922 brød en gruppe medlemmer ud fra Erhvervspartiet, og dannede Det Frisindede Landsparti. Samme år kom partiet i Landstinget med 3 mandater, men mistede mandaterne igen i 1924 og partiet blev opløst.